# مارکو بانامیکو
مارکو بانامیکو (انگلیسی: Marco Bonamico؛ زادهٔ ۱۸ ژانویهٔ ۱۹۵۷) بازیکن بسکتبال اهل ایتالیا است.
وی در مسابقات کشوری و بین‌المللی در مجموع برندهٔ ۱ مدال طلا، ۱ مدال نقره شده‌است.